# Церковь Стефана (Углянец)
Церковь Стефана (Казанской иконы Божией Матери) — православный храм Воронежской епархии. Расположена в селе Углянец Верхнехавского района Воронежской области.

## История
Первая деревянная церковь Архидиакона Стефана в Углянце была построена в 1645 году на пожертвования прихожан. В 1868 году на деньги местного помещика Крыжева на месте старой, была построена каменная церковь с тем же названием. Церковь располагалась в центре села, неподалёку находилась и семейная усадьба помещика. В начале XX века углянская церковь была закрыта. С 1930-х по 1990-е годы она использовалась как склад, клуб. В 1990 году храм был передан епархии.

## Архитектура
Церковь выполнена из кирпича. Архитектурное решение типично для многих зданий церквей на селе того времени. К высокому четверику храмовой части пристроены полукруглая апсида и прямоугольная трапезная. C западной части здание церкви завершает высокая колокольня, состоящая из четырёх ярусов. Колокольня завершена кровлей-куполом и увенчана церковным шпилем. Декоративная отделка фасада храма выполнена с применением элементов классицизма.

## Современный статус
В настоящее время Церковь Стефана постановлением администрации Воронежской области N 850 от 14.08.95 г. является объектом исторического и культурного наследия областного значения.

## Духовенство
- Настоятель храма — иерей Сергий Дубровский

## Престольные праздники
- Казанской иконы Божией Матери — Июль 21 [по н.с.] (Явление иконы Пресвятой Богородицы во граде Казани), Ноябрь 4 [по н.с.] (избавление Москвы и всей России от нашествия поляков в 1612 году)[5]

## Фотографии

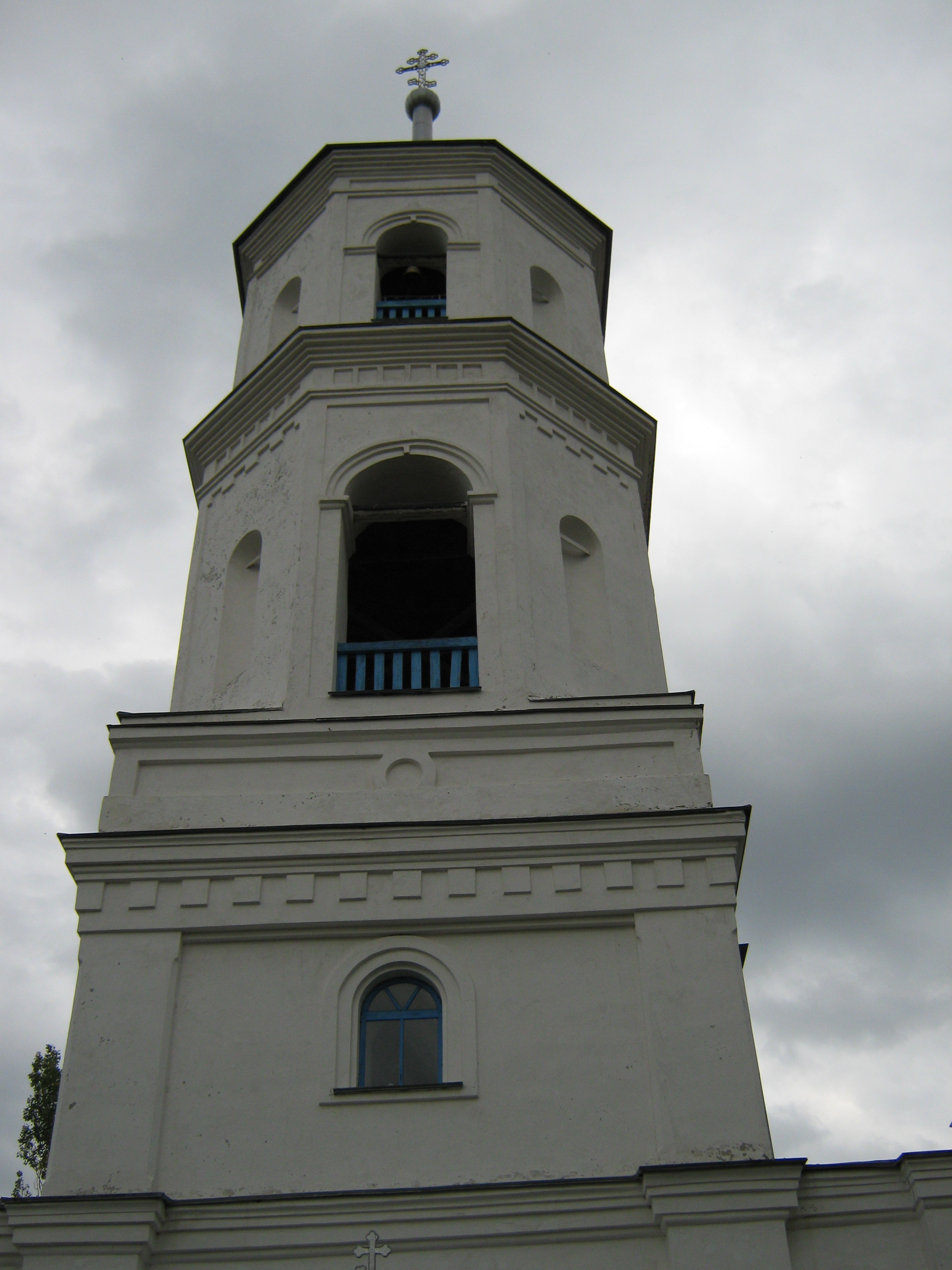
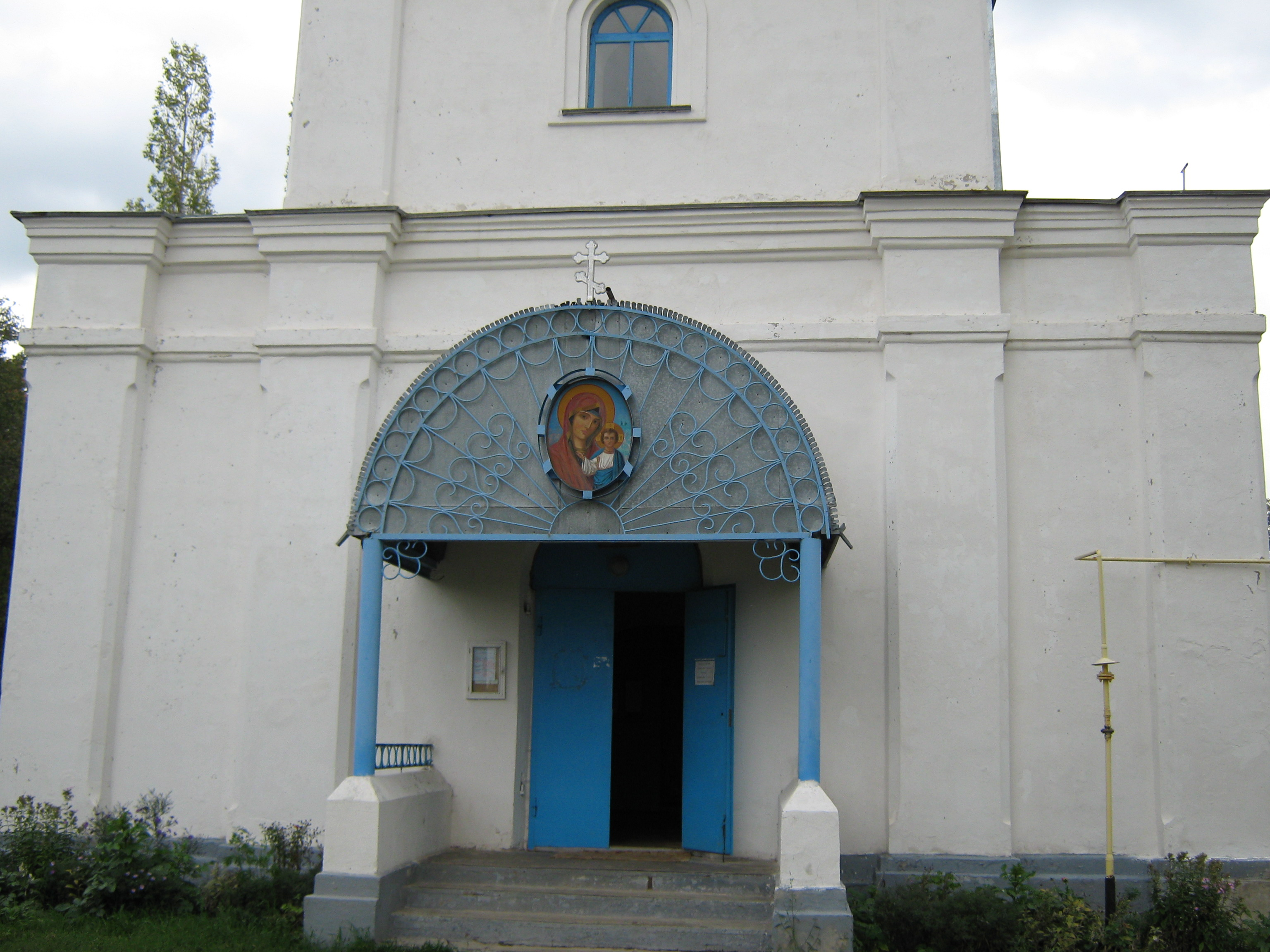
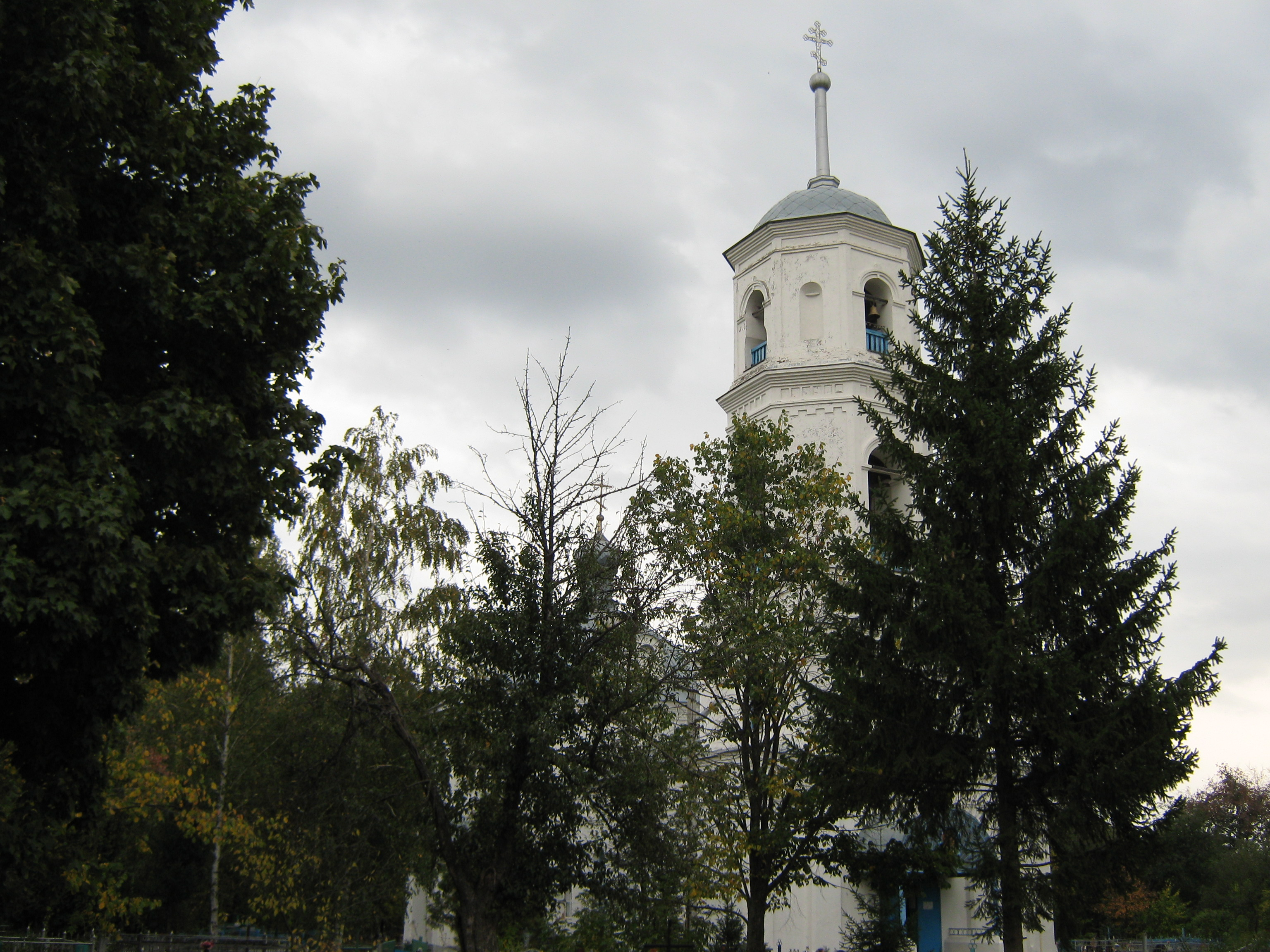